# Ангва
Дельфина Ангва фон Убервальд (англ. Delphine Angua von Überwald) — персонаж книг серии по Плоскому миру Терри Пратчетта. Сержант-вервольф в Городской Страже Анк-Морпорка. Впервые появляется в книге «К оружию! К оружию!».
По-английски её имя произносится Ангьюа (Энгьюа) — напр. в аудиоверсии книги «К оружию», 2001 г. Сам Терри Пратчетт на форуме terrypratchettbooks.com писал: «Энг, как в слове anger, ю как в слове you, и a как в слове a thing» («it’s Ang as in Anger, u as in you, a as in a thing.»)

## Внешность и характер
Ангва высокая, голубоглазая пепельная блондинка с превосходной фигурой. Во время полной луны она вне зависимости от своего желания превращается в волка с длинной светлой шерстью. В любое другое время может перекидываться по своей воле. В волчьей форме её можно принять за породистого клатчского волкодава (очень редкая и дорогая порода). Обладает отличным нюхом и выносливостью, может видеть цвета запахов и эмоций. Ангва является очень практичной и уравновешенной особой. Хотя она и не так цинична, как командор Сэмюэль Ваймс, она уравновешивает наивность своего молодого человека Моркоу. Порой она сомневается в том, такой ли он простодушный, каким кажется. Когда Ангва в человеческом облике, она является строгой вегетарианкой. Становясь же волком, склонна охотиться за курами на фермах, но всегда после этого возвращается и оставляет деньги, потому как считает, что это отличает её от животного.

## Биография
Ангва, как и все её родичи, является оборотнем-вервольфом. Она младшая дочь барона Гая фон Убервальда, также известного как Сереброхвост. Её мать Серафина фон Убервальд, известная как Желтоклык, происходит из знатного орлейского рода Сокс-Блунберг. У неё есть два брата, Вольфганг и Андрей, и ныне покойная сестра Эльза. И Андрей, и Эльза — йеннорки (англ. yennorks) — то есть оборотни, которые не способны менять облик. Эльза застряла в человеческой форме, и Вольфганг убил её, как неполноценного оборотня. Андрей, также йеннорк, но застрявший в обличии волка, сбежал в Борогравию вскоре после убийства Эльзы, не дожидаясь, когда и его постигнет та же участь. Брат Ангвы Вольфганг был психически неуравновешен и жесток. Он верил в идею превосходства ликантропов над остальными расами Плоского мира и считал, что Убервальдом должны править оборотни. Отказавшись разделить взгляды своего семейства, Ангва уехала из Убервальда, решив, что убийство и поедание людей не является её жизненным принципом. Она вступила в Городскую стражу Анк-Морпорка, где познакомилась с капралом Моркоу Железобетонссоном.
Несколько позже в стражу вступила гном Шельма Задранец. В то время Ангва думала о возвращении в Убервальд. Она была огорчена, узнав, что Шельма, не подозревая о сущности Ангвы, считает всех оборотней настоящими монстрами. Ангва помогла ей раскрыть своё женское «я», подарив платья и косметику. Они подружились, и Задранец изменила своё мнение об оборотнях.
В «Пятом элефанте» Ангва сбегает в Убервальд. Моркоу, в компании пса Гаспода, следует за ней. После стычки с Вольфгангом, в результате которой Моркоу был ранен, Ангва решает вернуться в город. Она участвует в военной операции в книге «Пехотная баллада». В «Держи марку!» упоминается, что её служба в Страже создает многочисленные трудности преступникам. Она также фигурирует в книге «Шмяк!», где приходится соперницей Салли фон Хампединг, нового стражника-вампира.В "Поддай пару!" фигурирует уже как капитан стражи.

## Экранизации
В фильме «Опочтарение» роль Ангвы играет Ингрид Бульсё Бердал.

## Упоминания
В честь Ангвы назван один из релизов Докувики